# アキタランド・ゴシック
『アキタランド・ゴシック』は、器械による日本の4コマ漫画作品。『まんがタイムきららMAX』（芳文社）にて、2011年3月号から2013年4月号にかけて連載された。

## 概要
舞台は「北国のとある県」。妖怪や精霊、宇宙人といった超自然的な事象と、現代の科学技術が共存する不思議な世界観を持つ地域である。その住民の一人であるツノの生えた少女・アキタを中心に、彼女の周りで日々巻き起こる出来事を描く、ゴシック・ホラーの要素を含んだコメディ作品。

## 登場人物
アキタ
ツノの生えた少女。「- なのだわ」が口ぐせ。
年齢の割に理屈っぽく、転んでもただでは起きない性格。DIY精神の持ち主であり、何でも自分で実行してみないと気が済まない。
趣味は海外産のFPSゲーム。家庭用ゲーム機版ではなくオリジナルのPC版を遊ぶというこだわりを持つ。その他にもゾンビ映画制作、ブロック玩具、自作グミ、UFO撮影、廃墟めぐりなど、B級サブカルチャー全般に興味を示す傾向がある。
アサヒ
アキタの友人。趣味は模型作り。
アキタに対して友情以上の感情を抱いており、ときに狂気的な言動に出ることもある。
コマチ
アキタの友人。かつては都会に住んでいたらしく、この地方の生活にあまり慣れていない。
アキタ・アサヒに比べてやや冷めた性格であり、2人に対するツッコミ役を務める。
アキタの姉
本名は不明。アキタと同様にツノが生えている。アキタより身長は低い。
ガールスカウトに所属しており、武器の扱いなどの経験もあるが、実戦能力は乏しい。やや空気の読めない性格。
ゾンビさん
通りすがりのゾンビ。ごく普通に生活している。見かけに反して意外とフレンドリーな性格。
清水さん
アキタの学校の映像制作部の部長。ホラー映画を制作している。常に一つ目のマスクを被っている。

## 単行本
- 器械 『アキタランド・ゴシック』芳文社〈まんがタイムKRコミックス〉、全2巻
  1. 2012年4月11日発行（2012年3月27日発売）、ISBN 978-4-8322-4132-9
  2. 2013年5月11日発行（2013年4月26日発売）、ISBN 978-4-8322-4290-6